# Janina Kamionka-Straszak
Janina Kamionka-Straszakowa, z domu Dąbrowska (ur. 5 listopada 1933 w Starej Miłośnie, zm. 18 lipca 2019) – polska historyczka literatury, dr hab.

## Życiorys
Po ukończeniu polonistyki na Uniwersytecie Warszawskim (1955) była wieloletnim pracownikiem Instytutu Badań Literackich PAN. W 1968 doktoryzowała się pod kierunkiem Marii Janion (rozprawa Z zagadnień socjologii literatury. Ważniejsze zjawiska i tendencje życia literackiego w Polsce w pierwszej połowie XIX w.). Stopień doktora habilitowanego uzyskała w 1973 (na podstawie pracy Literatura i obyczaj w dobie romantyzmu. Związki i konfrontacje), od 1974 była docentem w IBL, w latach 1975–1985 kierowała zorganizowaną przez siebie pracownią Socjologii Literatury I Połowy XIX wieku (z przerwą w latach 1976–1978). Była w IBL wieloletnim członkiem Rady Naukowej oraz udzielała się w działalności partyjnej (I sekretarz Podstawowej Organizacji Partyjnej PZPR) i związkowej (członek Rady Zakładowej ZNP). Prowadziła także zajęcia dydaktyczne w Instytucie Filologii Polskiej Uniwersytetu Warszawskiego. W 1993 przeszła w IBL na emeryturę i podjęła pracę dydaktyczną w Wyższej Szkole Pedagogicznej w Kielcach (potem jako profesor Instytutu Filologii Słowiańskiej na Wydziale Humanistycznym Akademii Świętokrzyskiej Jana Kochanowskiego).
Była członkiem Komitetu Nauk o Literaturze Polskiej PAN, członkiem Komitetu Słowianoznawstwa PAN, członkiem Rady Naukowej Instytutu Słowianoznawstwa PAN.
Opublikowała szereg artykułów i rozpraw w opracowaniach zbiorowych, a także samodzielne książki: Życie literackie w Polsce w pierwszej połowie XIX w. Studia (Warszawa 1970), Nasz naród jak lawa. Studia z literatury i obyczaju doby romantyzmu (Warszawa 1974), Zbłąkany wędrowiec. Z dziejów romantycznej topiki (Wrocław 1992).
Została odznaczona m.in. Złotym Krzyżem Zasługi, Krzyżem Kawalerskim Orderu Odrodzenia Polski, Złotą Odznaką ZNP.
Zmarła 18 lipca 2019.